# Вольварк
Вольварк (пол. Wolwark) — село в Польщі, у гміні Шубін Накельського повіту Куявсько-Поморського воєводства.
Населення — 363 особи (2011).
У 1975-1998 роках село належало до Бидгощського воєводства.

## Демографія
Демографічна структура станом на 31 березня 2011 року:
|          | Загалом | Допрацездатний вік | Працездатний вік | Постпрацездатний вік |
| -------- | ------- | ------------------ | ---------------- | -------------------- |
| Чоловіки | 181     | 41                 | 130              | 10                   |
| Жінки    | 182     | 36                 | 121              | 25                   |
| Разом    | 363     | 77                 | 251              | 35                   |